# Абу-ль-Аббас Ахмад (султан Маринидов)
Абу-ль-Аббас Ахмад ибн Ибрагим аль-Мустансир, или Абу-ль-Аббас Ахмад (ум. 1384) — маринидский султан Марокко в 1374—1384 годах.

## Биография
Предшественник Ахмада Мухаммад III вступил на трон несовершеннолетним в 1372 году после смерти своего отца Абу-ль-Фариса Абд аль-Азиза. Правитель Насридов Мухаммад V в это время выслал из Гранады в Марокко двух маринидских князей, которых он держал в плену: Абу-ль-Аббаса Ахмада и Абд-ар-Рахмана бин Яфлусина, — и поддержал их в захвате северного Марокко.
Ахмад стал султаном Феса в 1374 году, а Абд-ар-Рахман — независимым султаном Марракеша. Ибн аль-Хатиб, бывший визирь Гранады и выдающийся литератор, укрывался в то время в Марокко. Ахмад приказал его казнить, как того требовал Мухаммед V, и передал Гранаде Сеуту.
Абу Аббас был временно смещён в 1384 году Мусой ибн Фарисом. Его низложение было инициировано Насридами. Калечный Муса ибн Фарис сыном бывшего султана Абу Инана Фариса. Муса правил до 1386 года, когда был смещён Мухаммадом ибн Ахмадом аль-Ватиком, который правил до 1387 года. Затем Абу-ль-Аббас Ахмад вернул себе трон. После реставрации Ахмад стал всё больше власти уступать визирям. Пока Марокко находилось в мире, Ахмад отвоевал Тлемсен и Алжир.
Абу-ль-Аббас Ахмад умер в 1393 году в Тазе, и Абдул Азиз II стал его преемником. За этим последовали новые беды для государства, и христианские монархи перенесли войну с Пиренейского полуострова в Марокко.